# Наумов, Сергей Павлович
Сергей Павлович Наумов (17 [30] сентября 1905, Москва — 27 мая 1987, там же) — советский учёный-зоолог и охотовед; доктор биологических наук (1943), профессор; заслуженный деятель науки и техники РСФСР (1966). Автор книг и учебников.

## Биография
Сергей Павлович Наумов родился 17 (30) сентября 1905 года в Москве, в семье гимназического учителя, у Рогожской заставы (ныне ул. Школьная). Брат Н. П. Наумова.
Обучался в гимназии. В 1922 году поступил на естественное отделение физико-математического факультета Московского университета, а в 1926 году окончил университет. Ученик Б. М. Житкова. Также окончил курсы охотоведения им. С. Т. Аксакова.
Был участником 1-й и 2-й экспедиций по изучению фауны Талышской низменности в 1924—1925 годах, полярной экспедиции Академии наук на Гыданский полуостров в 1926—1928 годах, экспедиции по изучению биологии морских млекопитающих Охотского моря в 1929—1930 годах.
С 1931 года Наумов — сотрудник Центральной научно-исследовательской биологической станции при Петровской сельскохозяйственной академии, был одним из инициаторов  преобразования станции в ранг Всесоюзного НИИ охотничьего промысла. С 1932 года работал во Всесоюзном НИИ пушного хозяйства Наркомата внешней торговли (ныне — Всероссийский НИИ охотничьего хозяйства и звероводства), директор в 1932—1936 и 1942—1946 годах. Одновременно с 1933 года работал на кафедре зоологии и дарвинизма Московского государственного педагогического института им. Ленина, с 1938 года как профессор, а с 1948 года — заведующий кафедрой.
В годы Великой Отечественной войны С. П. Наумов занимался экологией промысловых зверей (ондатра, норка, нутрия, бобр, соболь) для налаживания экспорта пушнины, приносящего стране валютные поступления в военные годы.
В 1943 году защитил докторскую диссертацию, в 1944 году ему присвоено учёное звание профессора. Его учебник для биологических специальностей педагогических институтов «Зоология позвоночных», впервые изданный в 1950 г., выдерживает ряд переизданий в СССР и РФ, став популярным среди студентов. Учебник был переведен и издан также в Польше, Чехословакии и Китае. 
В 1948—1973 годах — заведующий кафедрой зоологии и дарвинизма Биолого-химического факультета Московского государственного педагогического института им. Ленина. В 1964—1980 годах — руководитель зоологического отдела проблемной биологической лаборатории при факультете.
Жил в Москве в Дурном переулке (с 1919 — Товарищеском пер.), 26 и на Госпитальной улице, 6.
Умер в 1987 году в Москве.

## Научная деятельность
Автор более чем десяти книг - в том числе, первого в СССР учебника по биологии промысловых животных, монографий «Млекопитающие и птицы Гыданского полуострова (Северо-Западная Сибирь)» (1931 г.), «Тюлени СССР» (1933 г.), «Экология зайца-беляка» (1947 г.), нескольких книг в соавторстве, а также ряда учебников и учебных пособий для студентов-биологов и географов.

## Награды
Награждён орденами Отечественной войны 2-й степени (за успешную научно-практическую деятельность, заложившую основы эффективного экспорта пушнины в военные годы) и «Знак Почёта», а также медалями «За оборону Москвы» (1942) и «В память 800-летия Москвы» (1948).